# Alexander Grill
Alexander Grill (* 30. Juni 1938 in Graz; † 22. Mai 2009 in Wien) war ein österreichischer Schauspieler.

## Leben
Alexander Grill besuchte die Theaterschule Neuber-Gandernak in Graz. Seinen ersten Auftritt hatte er am 29. September 1960 am Schauspielhaus Graz in Johann Nestroys Einen Jux will er sich machen. Später folgten zahlreiche Engagements an deutsche Bühnen, unter anderem an den Staatstheatern Oldenburg und Stuttgart, am Schillertheater in Berlin und am Staatstheater am Gärtnerplatz in München.
Im Frühjahr 1982 wurde Alexander Grill aus den Ensembles des Stadttheaters Klagenfurt sowie der Komödienspiele Porcia entlassen, weil er während eines Krankenstandes in der Schweiz und Südafrika Theater gespielt hatte.
Ab 1985 war Grill unter der Intendanz von Günter Krämer in Bremen beschäftigt, danach folgten zehn Jahre an Kölner Bühnen. In Österreich trat er unter anderem am Burgtheater, Volkstheater, Akademietheater und am Schauspielhaus Graz auf. 2005 wurde Grill Ensemblemitglied am Theater in der Josefstadt.
Ab den 1960er Jahren spielte Grill auch in einigen deutschen Spielfilmen mit. Einem bundesdeutschen Publikum wurde Grill vor allem durch seine Mitwirkung im Ensemble von Rudis Tagesshow bekannt, in dem er neben Susanne Czepl das Team um Beatrice Richter und Diether Krebs ablöste.
Nach dem Tod von Fritz Muliar Anfang Mai 2009 übernahm er im Theater in der Josefstadt in Peter Turrinis Inszenierung des Goldoni-Stückes Die Wirtin die Rolle des Baron Ciccio. Am 16. Mai 2009 erlitt Grill einen Schlaganfall und starb eine Woche später im Alter von 70 Jahren.
Grill war dreimal verheiratet, aus diesen Beziehungen hat er vier Töchter.

## Filmografie  (Auswahl)
- 1962: Ohne Krimi geht die Mimi nie ins Bett
- 1963: Barras heute
- 1964: Die drei Scheinheiligen
- 1966: Unser Pauker (Fernsehserie, Folge Patienten)
- 1970: Wenn die tollen Tanten kommen
- 1970: Wenn du bei mir bist
- 1970: Unsere Pauker gehen in die Luft
- 1970: Die Lederköpfe (Fernsehfilm)
- 1971: Tante Trude aus Buxtehude
- 1971: Das haut den stärksten Zwilling um
- 1971: Hochwürden drückt ein Auge zu
- 1971: Der Wirrkopf (Fernsehfilm)
- 1971: Die Kompanie der Knallköppe
- 1972: Der nackte Hamlet (Fernsehfilm)
- 1972: Komm, Zigan (Fernsehfilm)
- 1972: Der Schrei der schwarzen Wölfe
- 1973: Blau blüht der Enzian
- 1973: Crazy – total verrückt
- 1973: Geh, zieh dein Dirndl aus
- 1973: Wenn jeder Tag ein Sonntag wär
- 1974: Zwei im siebenten Himmel
- 1974: Schwarzwaldfahrt aus Liebeskummer
- 1974: Wenn Mädchen zum Manöver blasen
- 1974: Frühling auf Immenhof
- 1974: Bohr weiter, Kumpel
- 1974: Auf der Alm da gibt’s koa Sünd
- 1977: Drei Schwedinnen in Oberbayern
- 1978: Café Wernicke (Serie)
- 1978: Hofnarr sucht Hof (Fernsehfilm)
- 1978: Popcorn und Himbeereis
- 1979: Graf Dracula (beisst jetzt) in Oberbayern
- 1980: Zärtlich aber frech wie Oskar
- 1982: Im Dschungel ist der Teufel los
- 1983: Kottan ermittelt (Fernsehserie, Folge Mabuse kehrt zurück)
- 1983: Satan ist auf Gottes Seite (Fernsehfilm)
- 1984: Her mit den kleinen Schweinchen
- 1986: Geld oder Leber!
- 1991: Ein Schloß am Wörthersee (Fernsehserie)
- 1997: Park Hotel Stern (Fernsehserie, Folge Big Trouble)
- 1998: Die Bubi-Scholz-Story (Fernsehfilm)
- 1999: Die Wache (Fernsehserie, Folge Sieg nach Punkten)
- 1999: … und im Keller gärt es (Fernsehserie, Folge Der Sultan)